# 12,7 cm SKC/34
12,7 cm SKC/34 — 128-миллиметровое корабельное артиллерийское орудие, разработанное и производившееся в Германии. Состояло на вооружении Кригсмарине. Было разработано специально для эскадренных миноносцев. Устанавливалось на эсминцах типов 1934, 1936, «Василевс Георгиос» и 1936B. Применялось в одиночных щитовых установках. Использовалось во Второй мировой войне.
Реальный калибр орудия С/34 составлял 128 мм, длина ствола — 45 калибров. Оно имело лейнированный ствол с вертикальным скользящим затвором, гидравлический откатный механизм и два пружинных накатника. Дальность стрельбы 28 кг снарядом достигала 94 кабельтова.